# Gmina Laholm
Gmina Laholm (szw. Laholms kommun) – gmina w Szwecji, w regionie Halland, siedzibą jej władz jest Laholm.
Pod względem zaludnienia Laholm jest 107. gminą w Szwecji. Zamieszkuje ją 22 955 osób, z czego 49,51% to kobiety (11 364) i 50,49% to mężczyźni (11 591). W gminie zameldowanych jest 745 cudzoziemców. Na każdy kilometr kwadratowy przypada 25,91 mieszkańca. Pod względem wielkości gmina zajmuje 120. miejsce.